# Milford Graves

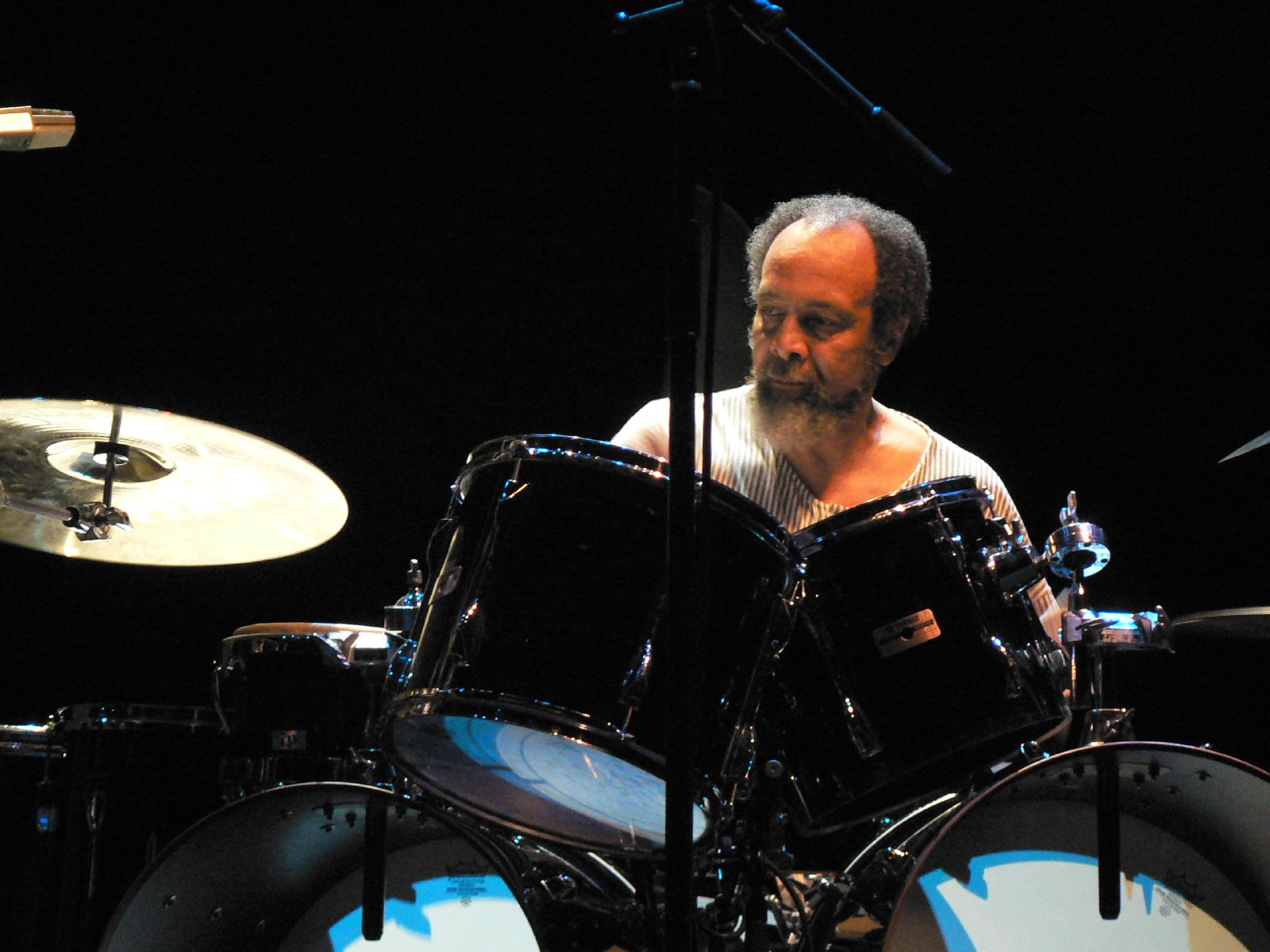
Milford Graves

Milford Graves (Queens, 20 augustus 1941 - 12 februari 2021) was een Amerikaanse jazzdrummer en -percussionist in de freejazz. Hij werkte onder meer met Paul Bley en het New York Art Quartet.
Graves behoorde met Sunny Murray, Andrew Cyrille en Rashied Ali tot de free jazz-drummers die een stempel hebben gedrukt op het drummen in de jaren zestig. In 1964 nam hij op met Paul Bley en Giuseppi Logan. Hij was lid van het Jazz Composer's Orchestra en van het New York Art Quartet. In 1966 nam hij twee duoplaten met pianist Don Pullen op, daarna speelde hij vaak met Albert Ayler (1967-1968), en met Sonny Sharrock. Vanaf 1973 gaf hij les aan Bennington College. In het midden van de jaren zeventig gaf hij concerten met Cyrille en Ali ('Dialogue of the Drums'). Van 1983 tot 1986 speelde hij in het percussiekwartet Pieces of Time met Don Moye, Cyrille en Kenny Clarke (later Philly Joe Jones). Ook speelde hij met Sun Ra. In de jaren negentig trad hij vooral solo op. Ook werkte hij met John Zorn. Graves heeft vrij weinig albums als leider opgenomen.

## Discografie (selectie)
- Milford Graves Percussion Ensemble, ESP-Disk, 1965
- The Graves Pullen Duo
- Grand Unification, Tzadik, 1998
- Stories, Tzadik, 2000
- Meditation Among Us, Kitty, 2003

- Bibsys: 1043840
- Bibliothèque nationale de France: cb138946729 (data)
- Gemeinsame Normdatei: 134818288
- International Standard Name Identifier: 0000 0000 5514 1223
- Library of Congress Control Number: no92001655
- MusicBrainz: 55385932-ecee-48e7-9f91-f46846fa6e09
- Istituto Centrale per il Catalogo Unico: LO1V266454
- Système universitaire de documentation: 15683913X
- Union List of Artist Names: 500778609
- Virtual International Authority File: 39561921
- WorldCat: E39PBJcWtj7RJrmT9kM7PJ4Xh3